# ExtraCAD
ExtraCAD è un programma CAD bidimensionale e tridimensionale per Windows. Il suo utilizzo è dedicato esclusivamente al disegno ingegneristico, in particolare meccanico.

## Funzioni
Consente di disegnare le primitive grafiche: punto, linea, cerchio, arco, ellisse, arco d'ellisse, curva di Bezier, curva B-Spline, polilinea, superficie piena, campitura, testo vettoriale o truetype, testo multilinea, immagine bitmap, quota, simbolo, attributo; in 3D anche parallelepipedo, cuneo, sfera, cilindro, cono, toro. Le quote e le campiture sono di tipo semi-associativo: modificando le entità alle quali sono riferite si adattano automaticamente.
Riconosce i punti geometrici notevoli quali medio centro, estremo, quadrante, intersezione, tangenza, perpendicolarità, elemento, riferimento ed è in grado di individuarli automaticamente al passaggio del mouse.
È possibile impostare vincoli geometrici quali l'ortogonalità, la distanza e l'angolo.
È in grado di gestire fino a 256 livelli.

## Compatibilità
L'ultima versione è compatibile con Windows 98/Me con 32 MB di RAM, Windows 2000 con 64 MB di RAM, Windows XP con 128 MB di RAM, Windows Vista, Windows 7, Windows 8 e 8.1, Windows 10.